# Petr Uher (lékař)
Petr Uher (* 14. prosince 1958 Praha) je český lékař pro gynekologii a porodnictví, odborný lékař pro reprodukční medicínu a endokrinologii, odborný asistent Sexuologického ústavu Karlovy Univerzity v Praze, zakladatel několika center reprodukční medicíny, autor řady odborných publikací a knih o reprodukční medicíně a genetice. Nyní je také vedoucím lékařem a jednatelem center Institut reprodukční medicíny a genetiky v Karlových Varech  a FertiCare v Praze.

## Vzdělání
Petr Uher absolvoval v letech 1978–1984 Lékařskou fakultu Masarykovy univerzity v Brně. V letech 1987 a 1992 složil atestace z gynekologie a porodnictví a v roce 1996 získal nostrifikaci Dr. Med. Univ. na Leopold–Franzens–Universität v Innsbrucku. Od roku 2009 je také atestovaným lékařem se specializací na reprodukční medicínu a endokrinologii a od 2011 držitelem titulu Ph.D. v oboru reprodukční medicína.
Dále také absolvoval v roce 1990 atestační kurz v andrologii na 1. Lékařské fakultě Univerzity Karlovy v Praze, v roce 1991 workshop na téma mrazení embryí v německém Erlangenu, 1995 kurzy operativní endoskopické techniky pro pokročilé (Hamburk, Německo) a kurz v dopplerovské sonografii (Berlín, Německo), 2001–2008 kurzy endokrinologie (Mnichov, Německo), 2006–2007 stáž v molekulární biologii u Prof. Howatta (Tampere, Finsko), 2006–2007 stáž a praxe v PGD v RGI Institute (Chicago, USA), 2010 certifikát Elektroakupunktura dle Volla.
Hovoří vedle své mateřské češtiny také několika světovými jazyky (angličtina, němčina) a částečně rusky.

## Profesní kariéra
Petr Uher působil v letech 1984–1985 v kolektivu specialistů pod vedením prof. Pilky na Gynekologické klinice Masarykovy Univerzity v Brně, kterému se před třiceti lety podařilo první oplodnění pomocí metod asistované reprodukce ve střední Evropě. Po odchodu do Rakouska pracoval řadu let jako zástupce přednosty jednoho z největších evropských institutů pro reprodukční medicínu v rakouském Bregenz a ve švýcarském Niederuzwilu.
- 1984–1985 Asistent gynekologicko – porodnické kliniky lékařské fakulty MU, Brno
- 1992–1993 Vedoucí oddělení asistované reprodukce gynekologické kliniky MU, Brno
- 1993–2001 Zástupce primáře gynekologického oddělení nemocnice Dornbirn (Rakousko)
- 2002–2003 Vedoucí lékař IVF Institut prof. Zech, Niederuzwill (Švýcarsko)
- 2003-2011 Zakladatel, vedoucí lékař, jednatel IVF Prof. Zech, Plzeň
- 2003–2011 Vedoucí oddělení asistované reprodukce gyn. Kliniky FN UK, Plzeň, Asistent na Embryologickém ústavu LF UK, Plzeň
- 2011–nyní Odborný asistent, Sexuologický ústav Univerzity Karlovy, Praha
- 2012–nyní Vedoucí lékař, jednatel Institut reprodukční medicíny a genetiky, Karlovy Vary
- 2017–nyní CEO, medicínský vedoucí, FertiCare SE, Praha

## Členství
- Svaz soukromých gynekologů SSG ČR
- Česká lékařská společnost Jana Evangelisty Purkyně, sekce asistované reprodukce
- Česká sexuologická společnost
- ESHRE
- Österreichische Gesellschaft für Reproduktionsmedizin und Endokrinologie
- Berufsverband der Frauenärzte
- Rotary klub Plzeň

## Publikační činnost
- Vývoj miminka před narozením : od embrya k porodu. Praha: Grada. 2007 (M. Hourová, M. Králíčková, P. Uher)